# Хайлинген
Хайлинген (нем. Heilingen) — деревня в Германии, в земле Тюрингия. Входит в состав общины Ульштедт-Кирххазель района Заальфельд-Рудольштадт. Население составляет 223 человек (на 31 декабря 2010 года). Занимает площадь 7,11 км².
Ранее Хайлинген имела статус самостоятельной общины (коммуны). 1 декабря 2007 года вошла в состав общины Ульштедт-Кирххазель. Последним бургомистром общины Хайлинген был Гюнтер Громан.

## Достопримечательности
Церковь, построенная в XVI веке в стиле поздней готики.